# HS Геркулеса
HS Геркулеса (лат. HS Herculis), IZ Геркулеса (лат. IZ Herculis), HD 174714 — кратная звезда в созвездии Геркулеса на расстоянии приблизительно 1603 световых лет (около 492 парсек) от Солнца. Видимая звёздная величина звезды — от +8,97m до +8,5m.
Пара первого и второго компонентов — двойная затменная переменная звезда типа Алголя (EA). Орбитальный период — около 1,6374 суток.
Открыта Дмитрием Яковлевичем Мартыновым в 1934 году*.

## Характеристики
Первый компонент — бело-голубая звезда спектрального класса B6III, или B5III, или B5V. Масса — около 3,999 солнечной, радиус — около 3,426 солнечного, светимость — около 162,75 солнечной. Эффективная температура — около 15200 K*.
Второй компонент — белая звезда спектрального класса A4V. Масса — около 1,738 солнечной, радиус — около 1,549 солнечного. Эффективная температура — около 7962 K.
Третий компонент — коричневый карлик. Масса — около 23,46 юпитерианской. Удалён в среднем на 2,374 а.е..
Четвёртый компонент. Масса — не менее 1,42 солнечной*. Орбитальный период — около 112 лет. Удалён от 3,8 до 73 а.е.*.